# 州試 (明鄭)
州試為臺灣東寧王朝時代科舉考試中的地方考試，相當於縣試。州試每三年舉行一次，由天興、萬年二州舉辦，州知事主持，上榜者可以進一步參加府試。